# Carrousel (loisir)
Pour les articles homonymes, voir Carrousel.

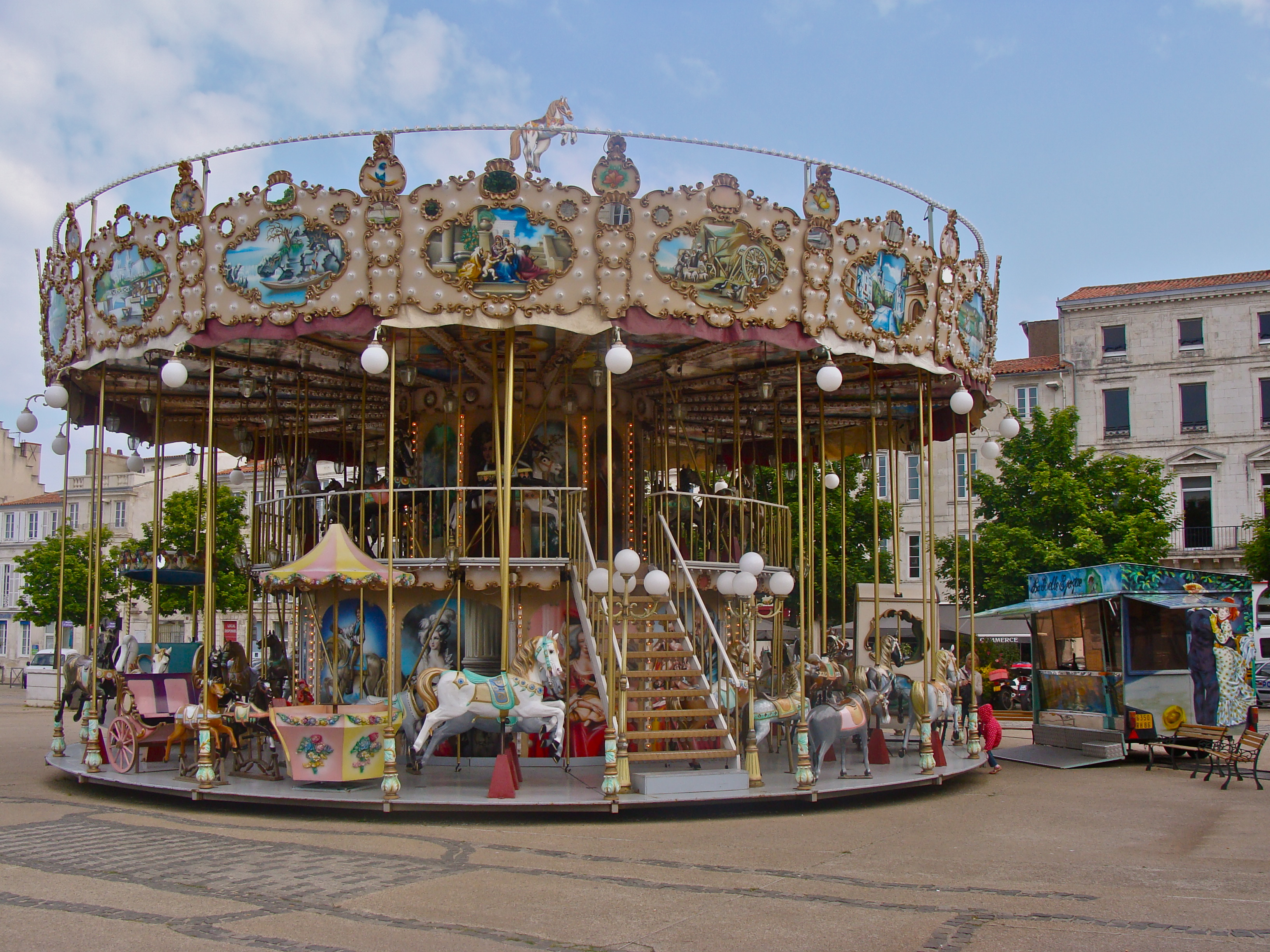
Carrousel à La Rochelle, avec échelle, étage, et cabine-caisse.

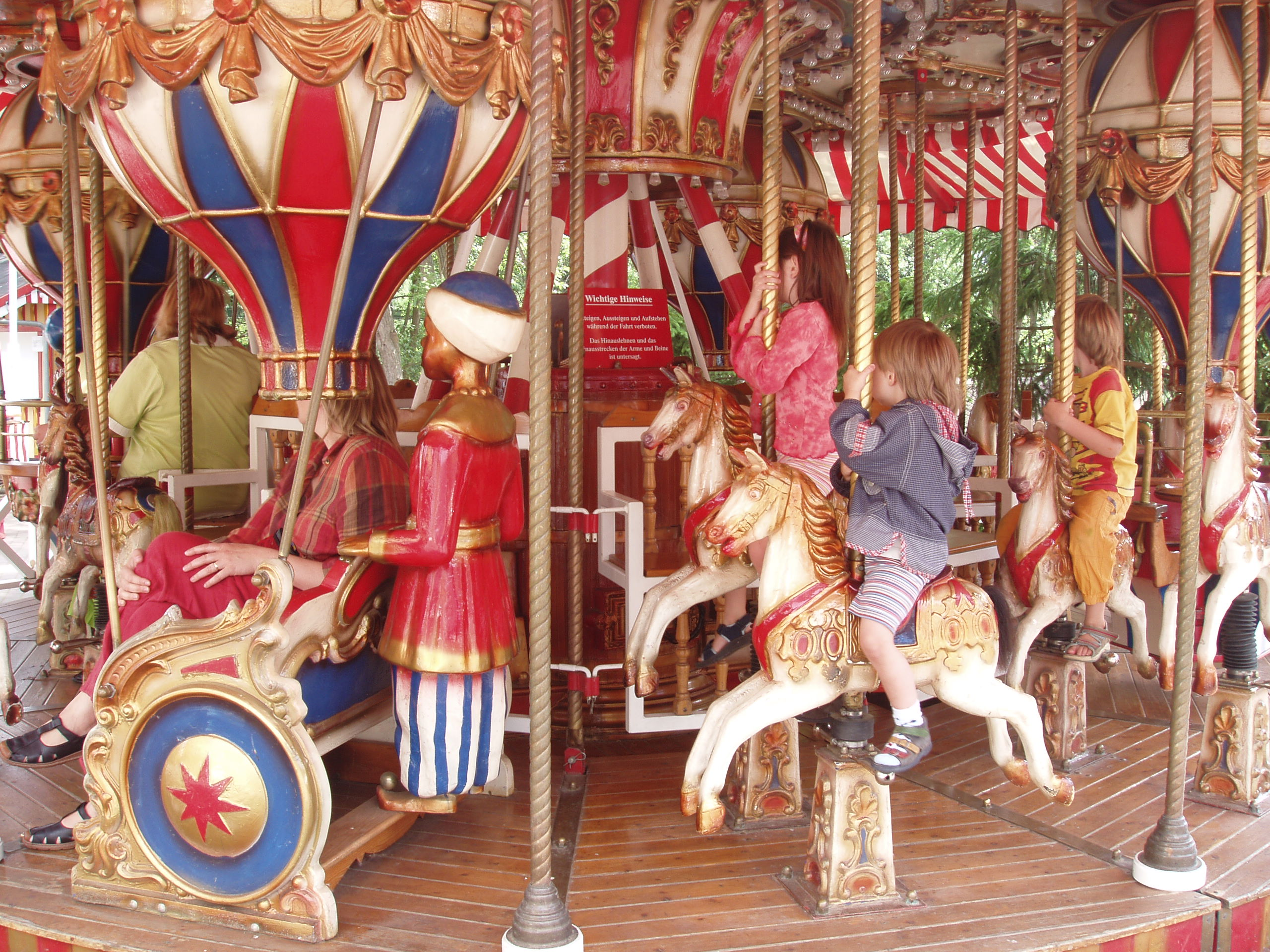
Vieux carrousel allemand à vapeur électrifié.

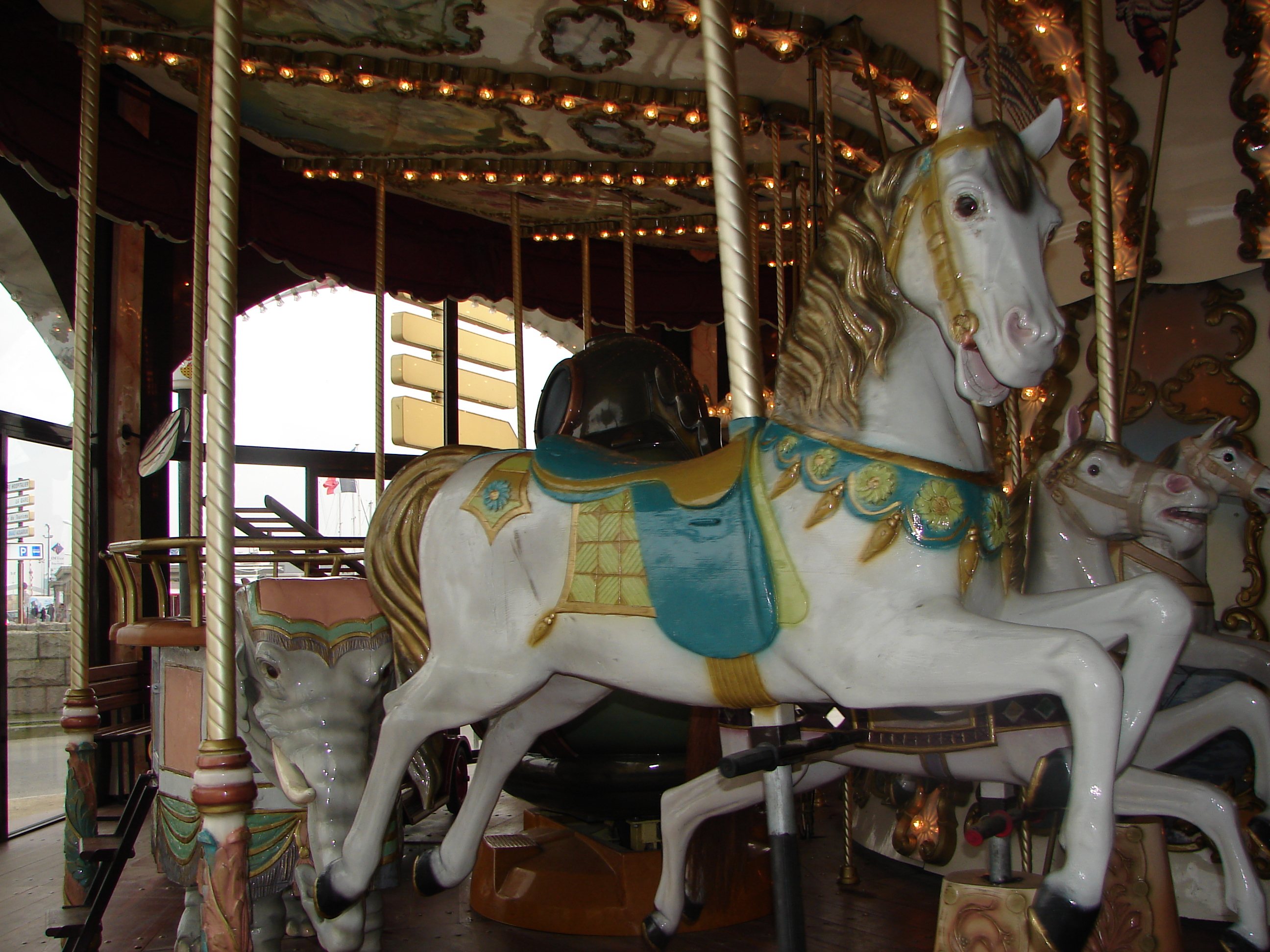
Détail sur un cheval de carrousel (Concept 1900).

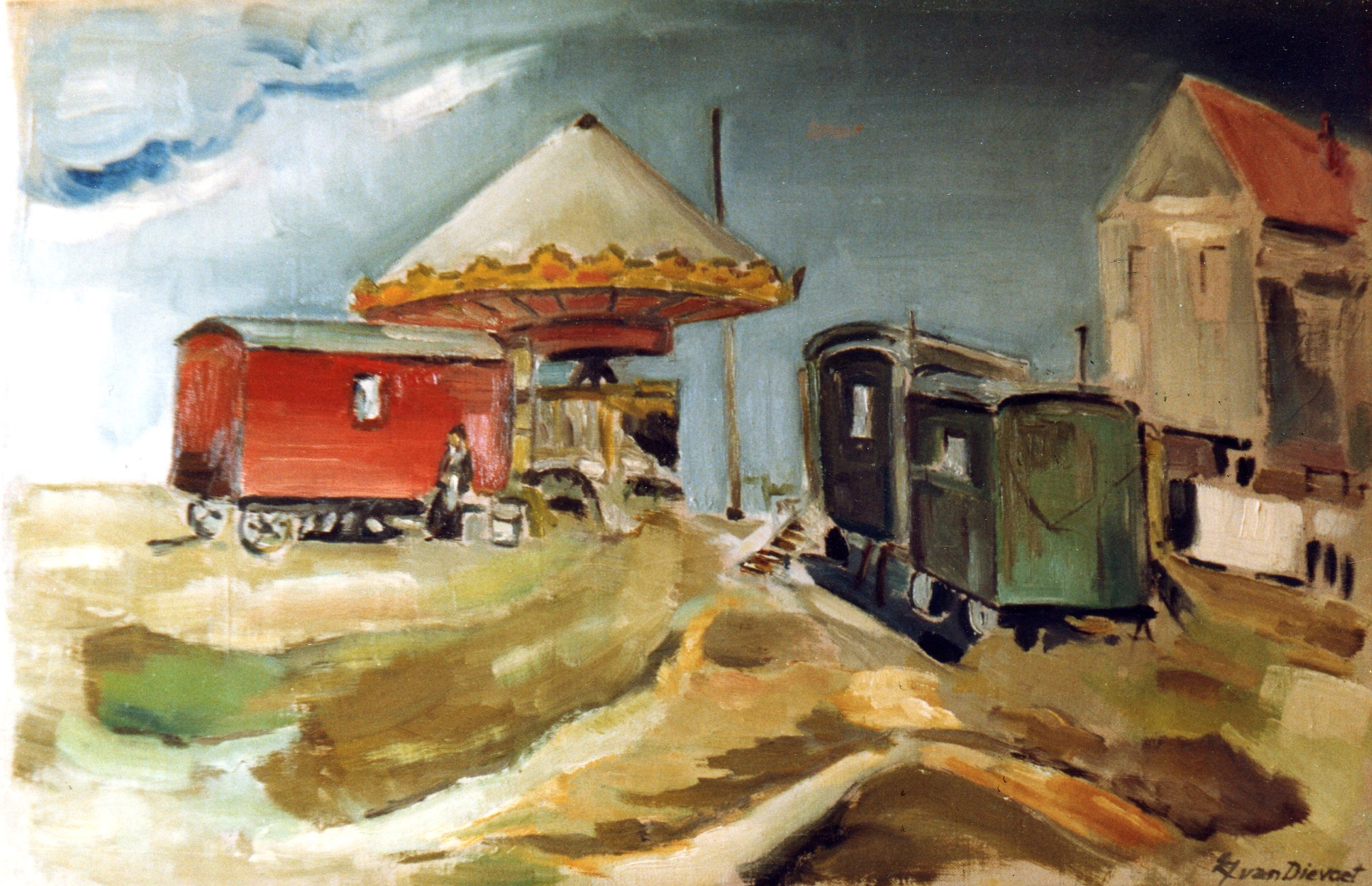
Un carrousel en 1939, huile sur toile par Léon van Dievoet (1907-1993).

Un carrousel est une attraction de type manège consistant en une plateforme tournante avec des sièges pour des passagers. Ces « sièges » prennent traditionnellement la forme de chevaux en bois (ou autres matériaux) et/ou d'autres animaux. Un système mécanique donne souvent l'illusion du galop à ces chevaux. La plupart des manèges rotatifs peuvent être appelés carrousel tant que les éléments ne peuvent pas changer de position les uns par rapport aux autres. Certains carrousels sont sur deux étages.
Le carrousel n'est pas à confondre avec une machine carrousel (machine tournante utilisée dans la sidérurgie).
Bien que la plupart des carrousels modernes (particulièrement aux États-Unis) comprennent principalement des chevaux, les carrousels des premières périodes possédaient une grande variété d'animaux, dont des chiens, des chats, des lapins, des cochons ou des cerfs.

## Historique

### Carrousel militaire
Les premiers carrousels ont été conçus autour de vrais animaux attachés au bout d'une corde et tournant autour d'un piquet. L'utilisation d'animaux de bât pour des moulins remonte aux débuts de l'agriculture. Mais les traces d'une utilisation de loisir n'apparaissent que sous l'Empire byzantin.
Une version de ces attractions, sous la forme d'un spectacle militaire, est apparue en Italie à la fin du XVIe siècle pour remplacer les tournois jugés trop violents. Elle a ensuite été popularisée en France sous Henri IV. Le premier carrousel officiel a été donné en 1605.

### La révolution de la vapeur

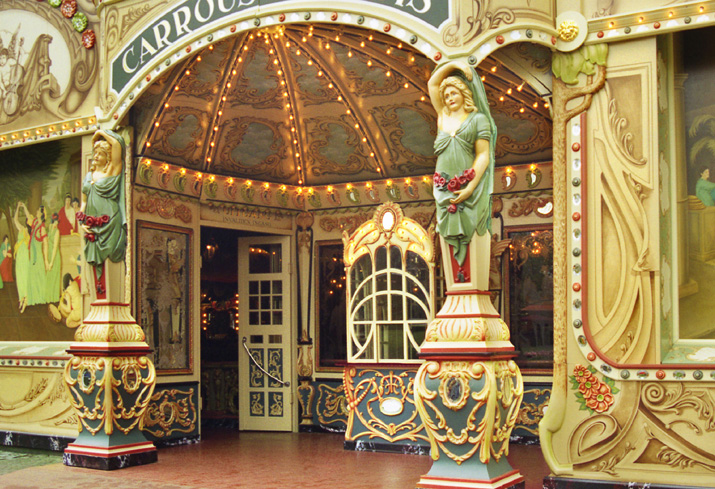
Entrée du Palais du carrousel à Efteling.

Avec la révolution des machines à vapeur, les chevaux furent remplacés par des reproductions en bois puis d'autres matériaux. Les premiers carrousels sont apparus vers 1860 en Europe puis aux États-Unis dans les années 1870. Le premier carrousel de Coney Island a été construit en 1876 par Charles I. D. Looff, un ébéniste danois. Le plus vieux carrousel européen encore en état de fonctionner se trouve à Prague dans le parc Letna. En 1956 à Efteling, le Stoomcarrousel, un authentique carrousel à vapeur datant de 1895, acheté à la famille Janvier, fut installé dans le parc. Son orgue Gavioli original, sa locomotive à vapeur et les sculptures de l'artiste flamand De Vos prennent place également dans le Palais du Carrousel (Carrouselpaleis), du plus pur style 1900 ; Anton Pieck (le père spirituel du parc) est monté dessus étant enfant… Le carrousel est toujours en fonction mais ne fonctionne plus à la vapeur.

## Une œuvre d'art mouvante

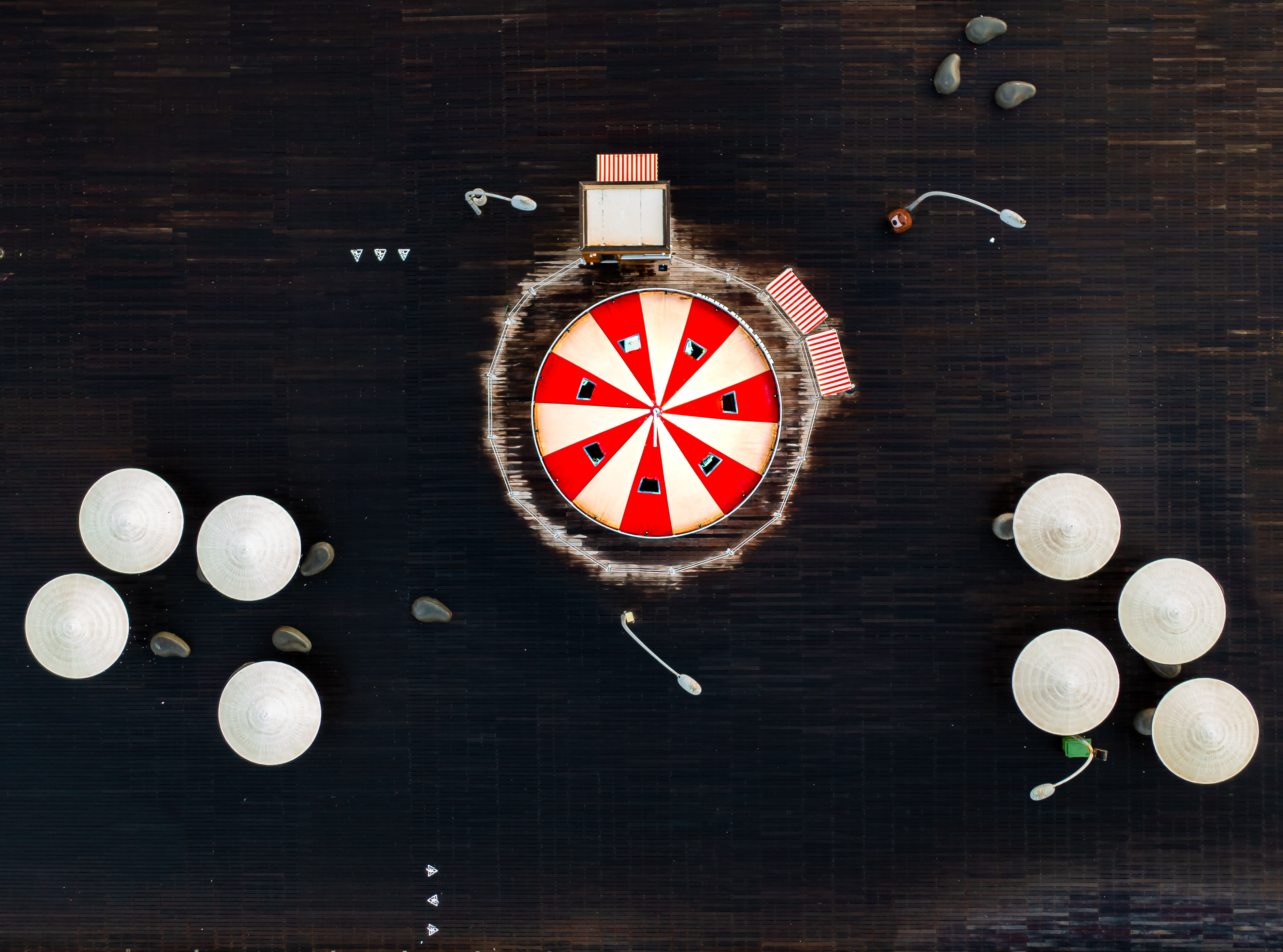
Premier carrousel hébreu dans le port de Tel Aviv. Aout 2021.

Le carrousel a vécu un zénith artistique au début du XXe siècle aux États-Unis. Les sculpteurs de l'industrie, la plupart des immigrants européens, ont utilisé les traditions de leurs pays respectifs et ont laissé vagabonder leurs imaginations dans leurs nouvelles créations. Cet apport de nouvelles visions a permis à l'industrie américaine de rendre les carrousels moins statiques, plus vivants. Les artistes ont représenté des animaux actifs, des âmes fatiguées, des yeux expressifs et des postures de mouvement.
La production américaine peut être classée en trois styles de sculptures :
- le style Philadelphie avec les sociétés William Dentzel, Daniel Carl Muller et Philadelphia Toboggan Company ;
- le style Coney Island (d'après le parc de Coney Island) avec les sociétés Charles Carmel, Marcus Charles Illions, Solomon Stein & Harry Goldstein (Stein & Goldstein) et Charles I. D. Looff ;
- le style County Fair avec les sociétés Armitage Herschell, Allan Herschell, Edward Spillman, et Charles Parker.

Les Américains ont aussi lancé les premiers carrousels à deux étages dont les Columbia Carousel de Six Flags Great America (à Gurnee dans l'Illinois) et de California's Great America (à Santa Clara en Californie).
En Union soviétique dans les années 1970 - 1980, les parcs d'attractions étaient vus comme des lieux capitalistes. Peut-être en réaction contre le capitalisme, mais aussi en tant qu'émanation d'une culture ancestrale, de nombreux carrousels furent construits presque partout dans les jardins des villes. L'un des carrousels typiques était en forme de fleurs avec des barres métalliques supportant six sièges en bois. 

## Sens de rotation
Le sens de rotation des carrousels est généralement associé à celui de la conduite. Ce principe semble devoir être à rapprocher au fait que les chevaux doivent aller dans le même sens que des voitures que l'on regarderait du trottoir. Ainsi aux États-Unis et en France, le sens de rotation privilégié est la senestre tandis que pour les Anglais c'est plutôt la dextre. Un autre fait semble aussi être une raison de ce choix. Pour les Britanniques, les chevaux et autres animaux doivent être montés de la « bonne » manière : mettre le pied gauche dans l'étrier et lancer la jambe droite par-dessus l'animal. À l'inverse, dans de nombreux pays les gens préfèrent héler la foule avec le bras droit, la foule devant donc être située à droite des passagers, les chevaux tournant dans le sens inverse des aiguilles d'une montre.

## Composition
Entourant le sommet du carrousel, de multiples petits panneaux de décor de carrousel (carousel trim, scenery panels) et des frises qui jouent un rôle de garniture ornementale, donnant souvent des vues bucoliques épurées et pleines de romance. Les paysages calmes, les châteaux suisses, les batailles maritimes, des cow-boys, les cirques, les chérubins et les scènes de jungle étaient aussi populaires. Souvent ornés de sculptures, de miroirs, de peintures et de lumières, ces panneaux sont incurvés pour donner au carrousel son aspect rond. Ils ont un double objectif de cacher des machines tout en donnant au carrousel un aspect étincelant pour attirer les cavaliers. Les tableaux aux volutes arrondies encadrées de trumeaux laqués et dorés forment une corniche décorative autour de la bordure supérieure du carrousel, peints avec une variété de scènes, placés au sommet du carrousel. Ils cachent les mécanismes. Avec les tableaux arrondis forment une corniche décorative autour de la bordure supérieure du carrousel. Les arrondis sont également souvent décorés d'éclairages et de miroirs chantournés et de volutes feuillagées.
La musique joue une romance : actionné, l'orgue limonaire joue une valse de Strauss ou une marche de Sousa. Wurlitzer était le leader de ce type d'orgue.
La plupart du pôle centrale, partie ouvrière du carrousel, est caché derrière les panneaux centraux décorés.
La plate-forme.
La machine classique a 3 rangs avec 48 chevaux sculptés et 2 chariots. Les sculptures en bois de chevaux fantastiques sont souvent attribuées à John Zalar et Frank Carretta.